# Journal of Mycology
Journal of Mycology (w publikacjach cytowane jako J. Mycol.) – czasopismo naukowe, w którym publikowane były artykuły z zakresu mykologii. Jego założycielami byli Job Bicknell Ellis, William A. Kellerman i Benjamin Matlack Everhart. Czasopismo wychodziło w latach 1885–1908. Łącznie wyszło 14 volumenów. W pierwszych latach był to miesięcznik, później wydawane było w kilku numerach rocznie. Po 1908 r. czasopismo nie zniknęło – było kontynuowane jako Mycologia.   
W internecie dostępny jest wykaz wszystkich numerów czasopisma i spis ich treści. Artykuły dostępne są dla pracowników naukowych po zalogowaniu.